# Distrito de Quichuas
El distrito peruano de Quichuas es una de los dieciocho distritos pertenecientes a la provincia de Tayacaja, en el departamento de Huancavelica, bajo la administración del Gobierno regional de Huancavelica. Limita por el norte con el Distrito de Colcabamba; por el este con el Distrito de Cosme; por el sur con la Provincia de Huancavelica; y por el oeste con los distritos de Pampas y Daniel Hernández.
Desde el punto de vista jerárquico de la Iglesia católica, forma parte de la Diócesis de Huancavelica.

## Historia
El distrito fue creado mediante Nº 30278 el 14 de noviembre de 2014, en el gobierno de Ollanta Humala.

## Geografía
El Distrito de Quichuas se encuentra localizado en el valle entre los ríos Apurímac y Ene. 

## Autoridades

### Municipales
- 2019-2022
  - Alcalde: Luis Pedro Aguirre Galindo
  - Regidores: Pedro Olarte Paraguay, Renulfo Peñaloza Flores, Julio Campos Pérez, Yovana Machuca Romero, Mauro Sánchez Soto.
- 2015-2018[3]
  - Alcalde: Augusto Maraví Romaní, Movimiento independiente Trabajando para todos (TPT).
  - Regidores: José Quispe Pérez (TPT), Elías Romero Pino (TPT), Alfredo Ramos Rivas (TPT), Maribel Ccencho Machuca (TPT), Noé Gálvez Huamán (Ayllu).

### Policiales
- Comisaría
  - Comisario: BAUTISTA CLAUDIO GINO

### Religiosas
- Parroquia
  - Párroco: